# Jacques Charavay
 (juin 2024).
Pour les autres membres de la famille, voir Famille Charavay.
Jacques Charavay, dit « l’Aîné », né le 8 août 1809 à Lyon et mort le 23 avril 1867 à Levallois-Perret, est un libraire et expert en autographes français. 
Père d'Etienne Charavay, frère de Gabriel Charavay, beau-frère de Julie Lavergne et parrain d'Anatole France. Sa fille Marie Amélie est l'épouse de l'avocat Jean-Claude Colfavru, fils du député Jean-Claude Colfavru.

## Biographie
Dans la notice nécrologique parue le 1er mai 1867 dans L'Amateur d'autographes, Feuillet de Conches écrit: "Les Curieux de documents historiques viennent de perdre un homme de bien, un homme de savoir et d'expérience avec lequel ils se plaisaient à converser et à s'instruire : le 23 avril 1867, est mort Jacques Charavay, né à Lyon, le 8 août 1809, fils d'Antoine Charavay, mort peu de mois avant lui, dernier survivant des vieilles troupes de notre expédition d'Égypte".
On peut lire aussi, notamment chez les frères Goncourt ou Anatole France, d'autres témoignages concernant Jacques Charavay.
Feuillet de Conches précise encore: "Jacques avait trois frères : de bonne heure, il se mit vaillamment à la tète de la maison de son père et l'aida à élever sa jeune famille. Au milieu de tous ces soins, il se livrait à l'étude du droit sous la direction d'un avocat distingué, et finalement devint huissier. Un penchant inné pour les collections l'avait porté, dès 1830, à la recherche des manuscrits et des autographes. Lui-même racontait qu'ayant fait l'acquisition d'une bibliothèque, il avait trouvé dans un tiroir une liasse de vieux papiers, parmi lesquels se trouvait une correspondance de l'abbé de Chaulieu, prose et vers. Ce fut pour Charavay tout une révélation, et dès ce moment le moindre de ses loisirs appartint aux études historiques. A force d'accumuler des livres, il se fit libraire, vendit sa charge d'huissier, abandonna sa librairie à ses frères, et vint s'établir à Paris pour donner plus d'extension à ses recherches autographiques".
Jacques fut longtemps l'enfant unique, il avait sept ans de plus que Jean. Son instruction fut sans doute privilégiée. Il sera d’abord clerc d’avoué alors que ses frères seront initiés au métier de bonnetier, sans doute au sein de l'activité familiale. Après la révolution de 1830, début janvier 1835, il devint huissier. L'apport de 8 000 francs, pour acheter cette charge, est très probablement le fruit d'une économie familiale. Dans sa lettre du 10 décembre 1834, le Procureur du roi, précise en effet que cette somme est payable "d'année en année en six portions égales". Il démissionnera début 1842, peu après la condamnation de ses frères Jean et Gabriel, fondateurs du journal communiste L'Humanitaire.
Il publie en 1845 Les Bulletins du département de Rhône et Loire. Publication de la Maison Charavay Frères, 4 rue Gît-le-Cœur à Paris, 99 quai de l'Hôpital à Lyon et du Libraire France, 15 quai Malaquais.
Le 7 octobre 1846, il épouse à Lyon Marie Marthe Lavergne, sœur d'un ancien élève d'Ingres, Claudius Lavergne, et s'installe définitivement à Paris.
Il est, avec son père Antoine, le fondateur de la Maison Charavay Frères, établie à Lyon et à Paris. Son histoire représente plus d'un siècle de recherches historiques, d'expertises et de publications.

## Publications
- Les Généraux morts pour la patrie 1792-1871 : notices biographiques, Paris, au siège de la Société de l’histoire de la révolution française, 1893.
- Catalogue d’une importante collection de documents autographes et historiques sur la révolution française, depuis le 13 juillet 1789 jusqu’au 18 Brumaire an VIII, Paris, Charavay, 1862.
- Bulletins du département de Rhone et Loire : du 8 aout au 30 septembre 1793, imprimés par ordre du Comité général de surveillance et de salut public de Lyon, Paris, Charavay, 1845.
- Chansonnier républicain : 1793-1848..., Paris, Charavay, 1848.
- Bulletins du département de Rhône et Loire du 8 aout au 30 septembre 1793 ... publiés par les soins de Charavay fils ainé sur le seul exemplaire connu. Suivis des principaux bulletins et arrêtés des autorités militaires chargées de la conduite du siège de Lyon, Paris, Paris ; Lyon, 1845.

## Sources
- Étienne Charavay, L'Amateur d'autographes, no 129 du 1er mai 1867, Nécrologie de Jacques Charavay par F. Feuillet de Conches p. 129